# Собор Святого Петра (Белфаст)
Собор Святого Петра (англ. Saint Peter’s Cathedral) — католический собор епархии Дауна и Коннора. Находится в городе Белфаст в графстве Антрим, Северная Ирландия.

## История
До Реформации собор епархии Дауна и Коннора находился в Даунпатрике. В начале XIX века Белфаст быстро развивался, и в 1825 году новый епископ Уильям Кролли переместил туда епископский престол. Собор Святого Петра изначально задумывался как приходская церковь для растущего числа католиков Белфаста после Великого голода. Место под строительство было предоставлено богатым белфастским торговцем мукой и филантропом Бернардом Хьюзом; проект церкви разработал отец Иеремия Райан Маколи, который учился на архитектора до того, как стать священником.
Церковь была открыта 14 октября 1866 года. Благодаря впечатляющей величине и высочайшему уровню внутренней отделки, церковь стала известна как прокафедральный собор наряду с церковью Святого Патрика в Белфасте на Донегол-стрит.
Решение назначить собор Святого Петра епархиальным собором было принято епископом Кахалом Дейли, который 29 июня 1986 года совершил мессу, на которой церковь была официально объявлена кафедральным собором епархии Дауна и Коннора.